# Jivari
Jivari , (aussi: 'joārī', 'juvārī', 'Djvari' (alternativement transcrit 'jaryas', 'jowārī', 'joyārī', 'juwārī' et 'jwārī') est un terme qui fait référence à la sonorité riche en harmoniques des instruments à cordes utilisés dans la musique classique indienne, tels que le tanpura, le sitar, et le surbahar. Si le terme Jivari désigne le phénomène acoustique en lui-même il fait également référence au chevalet installé sur les instruments à cordes pincées. Cet élément est fait d'os, d'ivoire ou dans un bois artistiquement sculpté.  C'est une pièce indispensable pour soutenir les cordes tendues au dessus de la table de résonance.

## Facture
Le jivari du tanpura est affiné avec un «jiva», un fil de coton placé sous la corde, pour donner des réglages différents. Pour chaque corde, il existe un point relatif de la courbe du pont afin de trouver une qualité sonore optimale.Les fabricants de jivari conviennent, que cet élément, est différent pour chaque instrument. La courbure du pont d'un sitar est différente de celle des ponts installés sur le Rudra Veena ou le Sarasvati Veena. Ainsi, certaines cordes de résonance, comme celles du sarod ou du sarangi (en hindi सारंगी), sont installées sur de petits jivaris plats et similaires à ceux du sitar. Les options varient en fonction des goûts, et surtout du style, dans lequel le musicien entend s'exprimer. Quel que soit l'instrument utilisé, pour sonner parfaitement le jivari, il faut de grandes compétences et une bonne maîtrise du joueur.

## Jeu
Des expériences ont été faites sur des cordes musicales depuis 1625. C'est le religieux Marin Mersenne (1588-1648), connu également sous son patronyme latinisé Marinus Mersenius de l'ordre des Minimes, érudit, mathématicien et philosophe qui énonça les premières lois lois de l'acoustique, qui portèrent longtemps son nom. Il a prouvé que le son était lié à la longueur, à la tension et à l'épaisseur de la corde. Le pont de tanpura est fondamentalement plat et légèrement convexe, lorsque la corde vibre sur le pont, elle alterne en longueur. Ce changement de longueur en alternance permet d’entendre des notes distinctes.